# Gornji Ig
Gornji Ig este o localitate din comuna Ig, Slovenia, cu o populație de 29 de locuitori.